# Arta în Polonia modernă
Odată cu căderea comunismului cultura și societatea poloneză a început un proces de transformare profundă, marcată de întoarcerea democrației și reamenajarea a societății civile. 
După 1989, controlul guvernamental strict s-a sfârșit, și au fost introduse schimbările economice radicale. 
Afluxul de noi idei estetice și sociale a fost însoțită de forțele pieței occidentale. Cu toate acestea, spre deosebire de orice alt marcaj temporal în dezvoltarea culturii poloneze din trecut, anul 1989 nu a introdus orice evenimente literare specifice sau manifestări artistice. Pentru o generație de scriitori realizați obiectivele și îndoielile lor morale au rămas aceleași ca și în perioada precedentă. Primul deceniu de libertate a adus în principal reforme de stat în finanțarea instituțiilor culturale și mecenat, obligându-i la autosusținere în teritorii de multe ori necunoscute. 
Literatura, filmul, artele vizuale, teatru și mass-media au rămas concentrate pe participarea lor activă la viața publică.

## Fundal istoric
Evenimentele care au format cultura poloneză la debutul perioadei post-comuniste a început încă din 1976. Demonstrațiile suprimate în 1976 au dat naștere la publicări în samizdat pe o scară fără precedent. Acesta a fost adevăratul început al unei culturi literare în Polonia. Între 1976 și 1989, așa-numita drugi obieg (a doua circulație, termenul obișnuit aplicat presei ilegale în Polonia în timpul loviturii militare de stat), s-au publicat 5.000 ziare și reviste, inclusiv aproximativ 7.000 de cărți.

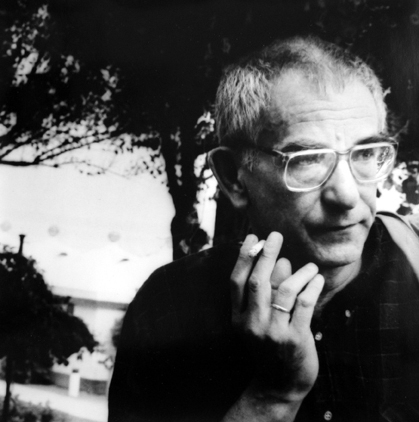
Krzysztof Kieślowski la Festivalul de Film de la Veneția, 1994

În 1978, alegerea unui Papă polonez a avut un impact la fel de profund asupra societății poloneze. Doi ani mai târziu, Czeslaw Milosz aflat pe lista neagră a primit Premiul Nobel pentru literatură, și mișcarea Solidaritatea s-a născut în urma unui val de greve în masă împotriva totalitarismului, a sărăciei, și măsurilor de austeritate. Aproape fiecare artist și scriitor polonez într-o formă sau alta a luat parte la mișcarea și a suferit consecințele represiunii militare din decembrie 1981. După aceasta - la fel ca în filmele lui Krzysztof Kieślowski (No End, 1985, seria Decalog, 1989) - existența fizică nu mai era suportabilă.
Între timp, presa samizdat (ilegală) a înflorit, sprijinită financiar prin donații generoase din Occident, și problemele de natură legală și de moralitate au continuat. URSS nu a intervenit militar în Polonia, când fostele state satelit au fost dizolvat legal în 1990.
Perioada 1976-1989 a oferit baza intelectuală și estetică necesară pe care Postmodernismul polonez a fost fondat în artă și literatură, parțial inspirat de foarte popularele lucrări de Stanisław Ignacy Witkiewicz, Witold Gombrowicz și Karol Irzykowski. Tranzițiile care au început în anii 1990, au continuat de-a lungul secolului al XXI-lea.